# Степова балка (заказник)
Степова балка — ботанічний заказник місцевого значення. Розташований біля села Розівка Бердянського району Запорізької області. Площа — 7 га, статус ботанічного заказника отриманий 1990 року.